# Tömés

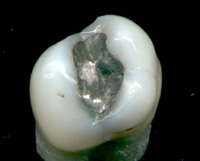
Amalgámtömés

A fogászatban tömés alatt azt a műveletet értjük, mely során különböző anyagok a fogba helyezésével helyreállítjuk a sérült fog integritását. A fog tömésére általában fogszuvasodás vagy valamilyen trauma következtében kerül sor. Viszont túl nagy hiányok esetén már nem lehet töméssel helyreállítani a fog struktúráját, ilyenkor fogművek készítéséhez kell folyamodni.
Egy tömés elkészítéséhez a következő lépések szükségesek: 
1. üregalakítás (a szuvas részek eltávolítása és megfelelő retenció kialakítása a tömőanyag részére)
2. üreg átmosása (a törmelékek eltávolítása)
3. szárítása
4. alábélelés készítése (csak bizonyos esetekben)
5. az üreg tömése
6. a tömés végső kidolgozása

## A tömőanyagok
A fogak tömésére használt anyagoknak következő elvárásoknak kellene eleget tegyenek: szilárdságuk legyen hasonló a fogak szilárdságához, alakjukat ne változtassák, színben, transzparenciában legyenek a foghoz hasonlóak, ne legyenek károsak a szervezetre, ne oldódjanak, ne korrodálódjanak, rossz hő- és elektromos vezetők legyenek, feldolgozásuk legyen egyszerű. Ma még nem rendelkezünk olyan anyaggal, amely minden követelménynek eleget tenne. 
Felhasználásuk szerint a tömőanyagokat a következőképpen lehet csoportosítani:
1. Ideiglenes tömőanyagok – olyan anyagok, amelyek csak rövid ideig (csak a kezelés két fázisa között) maradnak a fogban
- gyantával átitatott vatta
- guttaperka
- különböző cementek
- különböző paszták

2. Alábélelő anyagok – ezek az anyagok védik meg a fogbelet a végleges tömőanyagok közvetítette vagy esetleg maguk által okozott vegyi és hő károsodásoktól 
- különböző cementek
- lakkok
- linerek

3. Végleges tömőanyagok – a tömés legnagyobb tömegét kitevő anyagok, melyek tulajdonságai a lehető legközelebb állnak a fog tulajdonságaihoz
- képlékeny formában fogba kerülők:
  - amalgám
  - cementek
  - kompozitok
- szilárd formában, becementezéssel a fogba kerülők: inlayek

A tömőanyag megválasztása az üregalakítás előtt történik, mível közvetlen kihatással van rá. Ezenkívül az anyagválasztást még befolyásolják az esztétikai és mechanikai elvárások. Így, közvetlenül látható részre esztétikus, azaz „fogszínű” anyagot, míg nagy erőbehatásoknak kitett helyekre (mint az őrlőfogak rágófelszínei) a legellenállóbb anyagokat helyezik. Utóbbi elvárásnak leginkább az amalgám felel meg.

## Az üregek

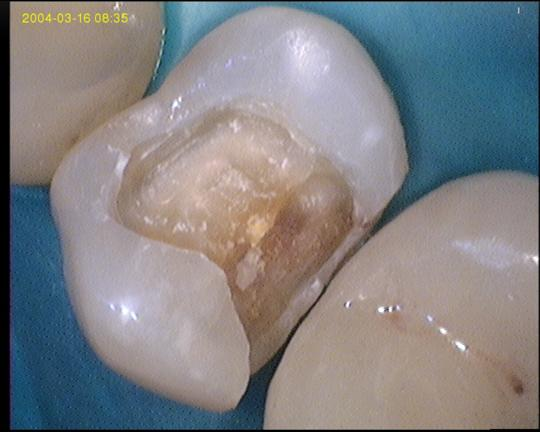
Még nem teljesen befejezett II. osztályú üreg

A szuvas szövetek eltávolítása után egy üreg (kavitás) marad vissza a fogban, melybe a tömőanyag kerül. Az üregeket aszerint, hogy a fog melyik felszínén találhatóak Greene Vardiman Black a következőképpen osztályozta:
- I. osztály: a barázdákban és gödröcskékben jelentkező szuvasodás és az ezekből preparált üregek
- II. osztály: az oldalsó fogak approximális felszínén jelentkező szuvasodás és az ezekből preparált üregek
- III. osztály: a frontfogak approximális felszínén jelentkező szuvasodás és az ezekből preparált üregek, de a metszőél ép
- IV. osztály: a frontfogak approximális felszínén jelentkező szuvasodás és az ezekből preparált üregek, ahol a metszőél is érintett
- V. osztály: az oldalsó fogak vesztibuláris és orális felszínén jelentkező szuvasodás és az ezekből preparált üregek
- VI. osztály: a csücskökön jelentkező szuvasodás és az ezekből preparált üregek

A kavitás preparálása nemcsak a szuvas részek eltávolításából áll, hanem kell biztosítsa a tömőanyag elhorgonyzását és a tömött fog megfelelő ellenállását. Az üregek kialakítása több egymásutáni lépésből áll, melyeket Black még 1889-ben meghatározott. Ezek a fogászat fejlődésével (új anyagok, preventív módszerek) ugyan változtak, de még ma is alapját képezik a műveletnek. Ezek a következők:
1. a szuvasodás feltárása – a jó rálátás és áttekinthetőség biztosítása;
2. az üreg határainak a meghatározása – talán ez a lépés tér el a legtöbbet Black szabályaitól. A preventív extenzió (extension for prevention) elve szerint az üreg széleit ki kell terjeszteni a fog öntisztuló vagy mesterségesen könnyen tisztítható felszínére. Ez a rágófelszíni cariesek esetén az összes barázda és gödröcske megszüntetéséből, az approximális cariesek esetén pedig az üreg széleinek a vesztibuláris és orális áthajlásig való kiterjesztéséből áll. Az új elvek szerint a fogszövetekkel konzervatívan kell bánni, és csak kimondottan a szuvas részeket, meg az alávájt, törékeny zománcot kell eltávolítani. Ezenkívül az üreg határainak az elhelyezkedését még befolyásolják: a szuvasodás kiterjedése, esztétika, az okklúzió, a szomszédos fogak;
3. az elsődleges retenció biztosítása – célja egy olyan üregforma kialakítása, melyben az oda helyezett tömőanyag megszilárdulás után nem tud elmozdulni. Ez a lépés inkább az amalgám töméseknél és az inlayek készítésénél érvényesül, mivel a kompozit anyagoknál a mikromechanikai retenció és az üvegionoméreknél pedig a kémiai kötés kerül előtérbe. Amalgámtömés készítésénél az üreg falainak párhuzamosaknak kell lenniük vagy esetleg enyhén konvergálhatnak az üreg nyílása fele. Inlay esetén, mivel azt szilárd állapotban helyezik be, a falaknak enyhén divergenseknek (3-5°) kell lenniük. Kompozíciós anyagok esetén a mikroretenció főleg a zománcon érvényesül. Ezért a nagyobb felület biztosítására az üreg szélein a zománcot ferdére szokták csiszolni;
4. elsődleges ellenállási forma – a tömött fog és a tömés ellen kell álljon a rágóerőknek. Ennek érdekében az üreg alját egyenesre preparálják, úgy, hogy merőleges legyen a fog hossztengelyére, az ékhatás kiküszöbölésére. Az üreg szögletei lekerekítettek kell legyenek. Ha a szuvasodás túlterjed a centrális barázda és a csücsök csúcsa közti távolság felén, akkor a csücsköt is bevonják a tömésbe. A tömőanyag is megfelelő vastagságú kell legyen, különben könnyen törik: amalgám és fémbetétek esetén ez 1,5 mm, míg kerámiabetét esetén 2 mm.
5. a szuvas dentin eltávolítása – az előbbi lépések során a szuvasodás nagy részét már eltávolították. Az üreg alján azonban maradhat egy bizonyos mennyiségű szuvas dentin, ezt el kell távolítani. Elkülönítése az egészséges dentintől nem mindig egyszerű, ilyenkor segíthet a dentin színe, keménysége és fényessége. Bizonyos körülmények közt egy kis mennyiségű szuvas dentin vissza is hagyható (lásd indirekt pulpasapkázás);
6. másodlagos retenciók – akkor alkalmazzák, ha az elsődleges retenció nem kielégítő. Ilyenek például: a retenciós gödröcskék és barázdák, retenciós alávájások, parapulpáris vájatok, csapok és perem preparálása, ha valamely csücsköt is bevonjuk;
7. finírozás – célja a minél simább átmenet biztosítása az üreg szélei és a tömőanyag közt. Erre azért van szükség, hogy a tömőanyag minél jobban, résmentesen odatapadjon az üreg széleihez, megakadályozva ezáltal a másodlagos caries kialakulását.
8. az üreg tisztítása és ellenőrzése – víz- és levegősugárral való takarításról van szó, mely során eltávolítják az üregben maradt dentinforgácsot. Ezután ellenőrzik az üreg falait és hogy az összes szuvas dentint sikerült-e eltávolítani.

Az üregek elkészítésére különböző alakú és méretű fúrókat és csiszolókat használnak, esetleg kézi eszközöket.

## A dentinseb ellátása
Mély szuvasodás, üregalakítás, protetikai célból való fogelőkészítés, vagy traumák során a dentin szabaddá válik. Mivel a dentin egy élő szövet, fokozottan érzékeny a külső behatásokra. Így az üregalakítás közben elszenvedett traumára, a fertőzésekre (szuvasodás esetén az ép dentincsatornákban is jelen vannak a baktériumok), a tömőanyagok okozta kémiai ártalmakra (főleg a kompozitok esetén) vagy a tömőanyagok közvetítette hőre (elsősorban amalgámtömések esetén). A saját vérellátás hiányában a dentin nem képes megfelelő módon védekezni ezen behatásokkal szemben. Ezért szükség van a dentin védelmének biztosítására, azáltal hogy megpróbáljuk a dentincsatornákban lévő baktériumokat semlegesíteni, a dentincsatornákat teljesen lezárni, a pulpa védekezőképességét stimulálni (az ingerdentin képződésének az elérése) és megfelelő tömőanyag választásával.
A dentinseb védelmére különböző anyagok és technikák léteznek. Ezek megválasztása függ az üreg mélységétől, a hátrahagyott dentin minőségétől és a végleges tömőanyag tulajdonságaitól. A cinkoxi-foszfát cementből, vagy polikarboxilát cementből készített alaptömést és a dentin-impregnálási módszereket manapság már nem használják széles körben, az anyagok hátrányos tulajdonságai miatt. Alaptömés készítésére legmegfelelőbb anyagok a kalcium-hidroxid alapú cementek, a cink-oxid-eugenol cement, és az üvegionomér cement, mivel antiszeptikus hatásúak, hőszigetelők és az ingerdentin képzését is stimulálják. A kompozitok térhódítása óta és az egyre jobb dentin ragasztók (dentin bond agent) kifejlesztésével ezek az anyagok is háttérbe kerülnek. Az újabb kutatások szerint egy tömés sikerességét, azaz a másodlagos szuvasodás és a pulpakárosodás megjelenésének az elkerülését, a teljesen falálló tömés és a dentincsatornák lezárása biztosítja. Ezt a bondanyagok mikromechanikai kötődésével lehet elérni. Ezen anyagok hátránya, hogy biztonságos alkalmazásuk nagyon függ az elkészítési technikától. Nem megfelelő elkészítés esetén károsak lehetnek a fogbélre.
Nagyon mély szuvasodás esetén, ha fennáll a fogbél megnyitásának a veszélye, egy kis mennyiségű szuvas dentint otthagyhatnak az üreg mélyén. Ilyenkor ún. indirekt pulpasapkázást végeznek. Az eljárás azon alapszik, hogy az üreg aljára fertőtlenítő hatású és az ingerdentin képzését serkentő anyagokat helyeznek, melyek semlegesítik a baktériumokat. Ugyanakkor az anyagok hatására egy megfelelő vastagságú ingerdentin rakódik le, ami megvédi a fogbelet a káros behatásoktól. Erre a célra a legmegfelelőbb anyagok a kalcium-hidroxid alapú cementek. Ha a fogbél hiperémiás (gyulladást megelőző fázis) a kalcium-hidroxid már nem elég, gyulladáscsökkentő és antibiotikum használata szükséges. Az indirekt pulpasapkázás alkalmával csak ideiglenes töméssel látják el a fogat. Ha bekövetkezne a pulpa gyulladása, ezt az ideiglenes tömőanyagot könnyen és egyben el tudják távolítani, és elvégezni a gyökérkezelést. Ha pár hét múlva a fog egészségesnek bizonyul, akkor lehet a fogat végleges töméssel ellátni.

## Az üreg betömése

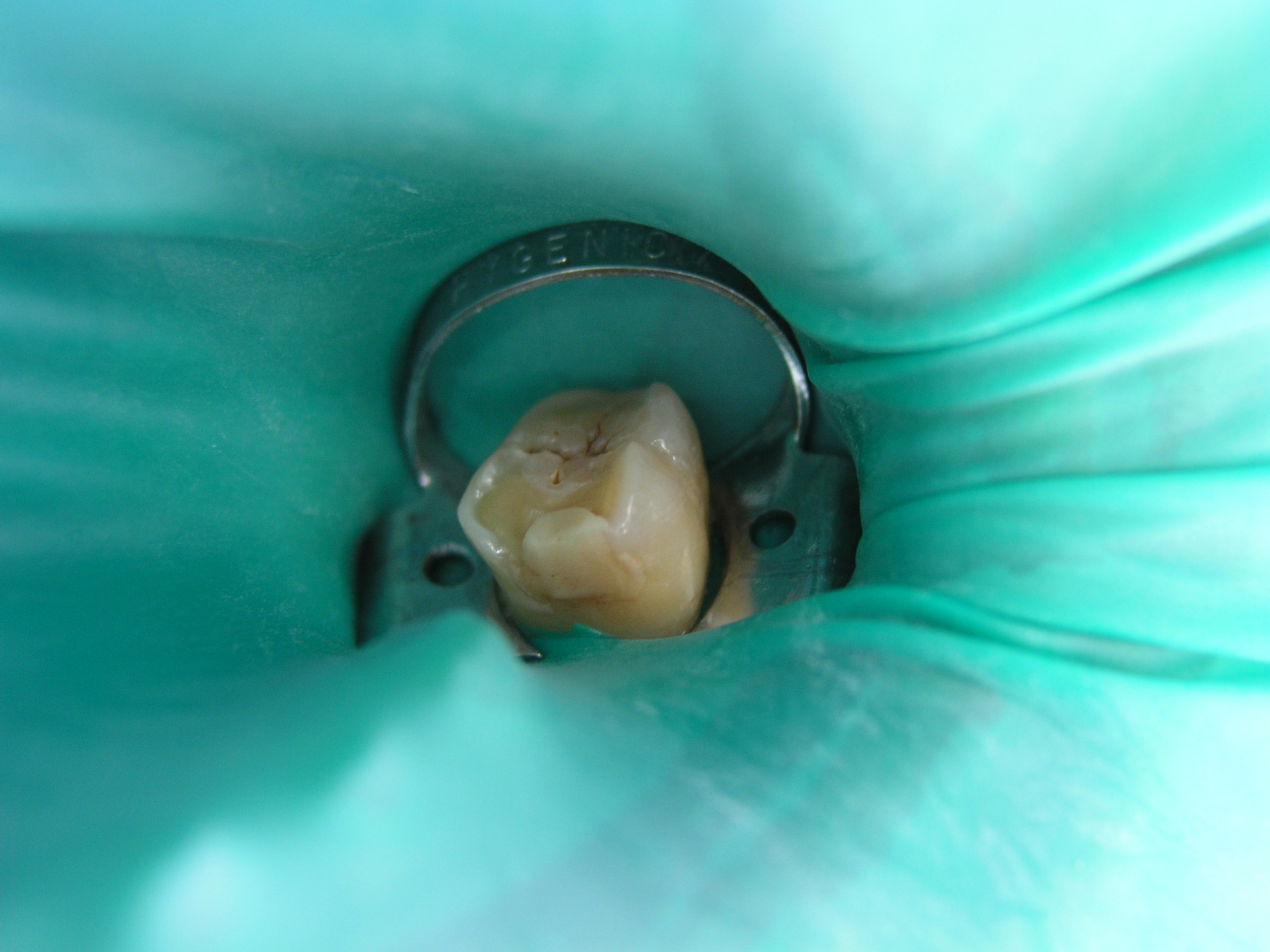
Tökéletes izolálás nyálrekesszel

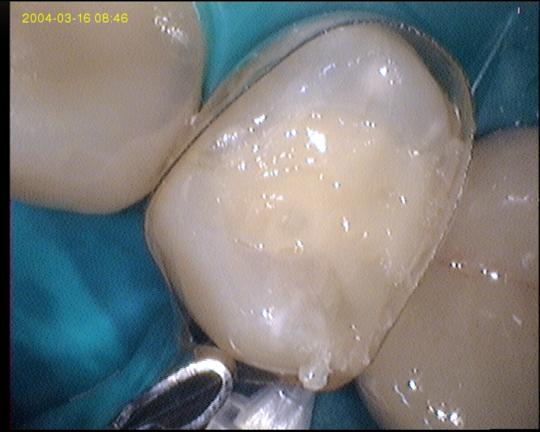
Kompozittal enyhén túltömött üreg. A fogra matrica van felhelyezve

Alapvetően kétféle technika létezik az üreg megtömésére: az egyik, amikor képlékeny állapotban viszik be az üregbe az anyagot és ott köt meg (direkt technika), a másik, amikor a szájüregen kívül készítik el a tömést és szilárd állapotban kerül az üregbe (indirekt technika). A tömések zöme direkt technikával készül, egyszerűbb kivitelezhetősége és kisebb időigénye miatt. Az indirekt technikát (azaz betétek készítését) főleg nagy kiterjedésű rágófelszíni üregek esetén használják, mivel ezek inkább biztosítják a jobb ellenállást a megmaradt fogszövetek számára. Megfelelő erősítés mellett a betétekhez hasonló kiterjedésű amalgámtömés is készülhet. A tömőanyag szájüregbe való bevitele és a betétek beragasztása előtt a fogat izolálják, megakadályozva a nyál bejutását az üregbe. II. és III. osztályú üregek esetén biztosítani kell a hiányzó falat. Erre a célra matricákat helyeznek fel a fogra, melyek egyben a fal kontúrját is visszaadják.
Képlékeny formában kerülnek az üregbe a kompozitok, az amalgám, az üvegionomér cement és a kompomérek. Ezek közül az amalgám és a kompozitok felelnek meg a nagy rágóerőknek kitett rágófelszíni tömések készítésére, míg az üvegionoméreket és a kompoméreket főleg cementcaries esetén használják. Az anyagok kötése általában két komponens reakciójaként jön létre, melyeket az üregbe való behelyezés előtt összekevernek. Az amalgámnak nincs, de a többi anyagnak van fotopolimerizábilis formája, amikor is a kötést fény indítja be (ilyenkor a komponensek gyárilag vannak összekeverve). Kémiai kötés esetén a manipulációs idő (a két komponens összekeverésétől a szilárdulásig eltelt idő) korlátozott, míg fényre való kötés esetén ez jóval hosszabb. A végleges kötés anyagtól függően rövidebb-hosszabb idő után következik be (az amalgámnál és az üvegionomérnél ez akár 24 órát is igénybe vehet). A megfelelően előkészített anyagokat speciális tömőeszközökkel, kisebb mennyiségekben viszik be az üregbe, ahol tömörítik. A tömörítés célja a tömőanyag minél jobb adaptálása az üreg falaihoz és a légbuborékok keletkezésének az elkerülése, mely gyengíti a tömés minőségét. Miután az üreget teljesen feltöltötték anyaggal, következik a rágófelszín kialakítása, lehetőleg olyanra, mint a amilyen a szuvasodás előtt volt. A pontos rágófelszíni morfológia kialakítása az egyik legfontosabb lépése a tömés készítésének, mivel csak így adható vissza a fog funkcionalitása.

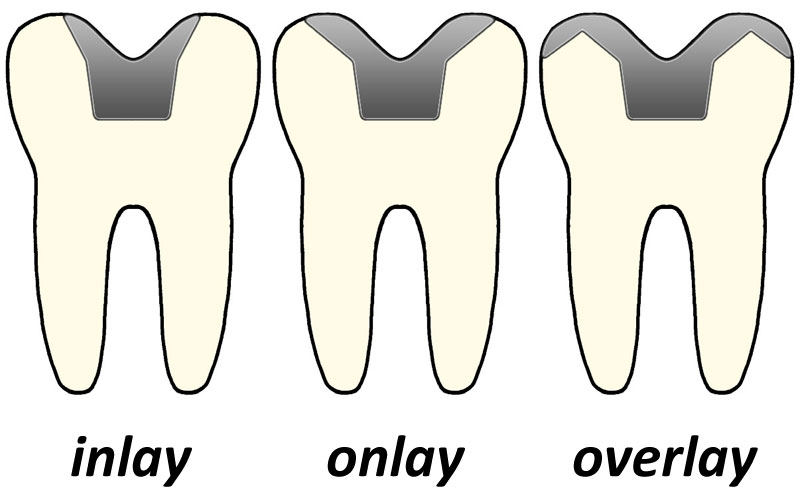
Betétek

A betétek olyan „tömések”, melyeket a preparált fogról készített lenyomat alapján a fogtechnikus állít elő (hasonlóan a koronákhoz) és szilárd állapotban becementezéssel kerülnek az üregbe. Lehetnek inlayek (betétek), onlayek (kiterjesztett betétek) és overlayek (borító-betétek). Az inlayek a csücskök barázda felőli lejtőjére terjednek ki. Az onlayek nagyobb kiterjedésűek, enyhén túllépnek a csücskök csúcsán, és ezáltal kevésbé érvényesül az ékhatás a fogon (de teljesen így sem küszöbölhető ki). Az ékhatás legkevésbé az overlayek esetén érvényesül, ugyanis ezek teljesen befedik a csücsköket. Készülhetnek fémekből (főleg aranyból) vagy esztétikus anyagokból (kerámia, kompozitok). A betétek egyik nagy előnye, hogy fogtechnikai laboratóriumban készülnek és így inkább megvan a lehetőség a gnathológiai alapelveken alapuló (artikulátorok használata) rágófelszín kialakítására.

## A tömés végső kidolgozása
A tömőanyag megszilárdulása után a fölösleget el kell távolítani és a tömés felszínét simára kell csiszolni. A fölösleg a beteget rágás közben zavarná, míg az érdes felszín a lepedék megtapadásának kedvezne. Különösen fontos a tömés széleinek a kidolgozása, mert ha a tömés és az üreg falai közt rés van, a baktériumok újra behatolhatnak az üregbe és másodlagos szuvasodást okoznak. 

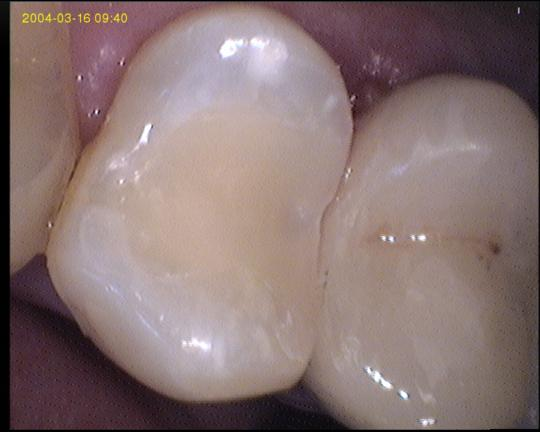
A fentebb látható tömés finírozva és polírozva

Amalgámtömések esetén az üreget enyhén túltömik, majd ezt az üreg szélei fele tartó mozdulatokkal távolítják el, ezáltal javítva a széli záródást. Erre a célra olyan fúrókat használnak, melyeknek sűrűn elhelyezett és sekély forgácsoló éleik vannak. A finírozás az amalgám teljes kötése után történhet, tehát 24 óra után. A finírozás után következik a polírozás, mely során a tömés érdességét minimálisra csökkentik. Így az amalgám felszíne korrózióval ellenállóbb lesz, a plakk kevésbé tud megtapadni és tovább javul a széli záródás. Polírozásra fémből készült teljesen sima fúrót, vagy gumipolírozókat használnak. A tömés végső fényét filckorongokkal, körkefékkel adják meg, polírozópaszták használata mellett. Mivel az amalgám jó hővezető, ezeket a műveleteket vízhűtés mellett kell végezni, a pulpakárosodás elkerülésére.
Kompozittömések esetén is hasonlóan történik a tömés kidolgozása, azzal a különbséggel, hogy itt speciálisan a kompozit anyagok számára kifejlesztett polírozókat használnak. Úgy a finírozók, mint a polírozók színkóddal vannak ellátva, ami az eszköz durvaságát jelöli.